# Dysoxylum rufescens
Dysoxylum rufescens är en tvåhjärtbladig växtart. Dysoxylum rufescens ingår i släktet Dysoxylum och familjen Meliaceae.

## Underarter
Arten delas in i följande underarter:
- D. r. dzumacense
- D. r. rufescens